# Сімпсон (округ, Міссісіпі)
Шаблон:StateAbbr_ 31°55′ пн. ш. 89°55′ зх. д. / 31.92° пн. ш. 89.92° зх. д.
Округ  Сімпсон (англ. Simpson County) — округ (графство) у штаті Міссісіпі, США. Ідентифікатор округу 28127.

## Історія
Округ утворений 1824 року.

## Демографія
За даними перепису 
2000 року 
загальне населення округу становило 27639 осіб, зокрема міського населення було 4395, а сільського — 23244.
Серед мешканців округу чоловіків було 13423, а жінок — 14216. В окрузі було 10076 домогосподарств, 7381 родин, які мешкали в 11307 будинках.
Середній розмір родини становив 3,14.
Віковий розподіл населення поданий у таблиці:
| Стать    | До 15 років | 15-21 | 22-29 | 30-39 | 40-49 | 50-65 | 65-85 | Понад 85 |
| -------- | ----------- | ----- | ----- | ----- | ----- | ----- | ----- | -------- |
| Чоловіки | 3245        | 1470  | 1426  | 1806  | 1971  | 2053  | 1313  | 139      |
| Жінки    | 3121        | 1353  | 1495  | 1922  | 1967  | 2191  | 1823  | 344      |

## Суміжні округи
- Ренкін — північ
- Сміт — схід
- Ковінґтон — південний схід
- Джефферсон-Девіс — південь
- Лоуренс — південний захід
- Копая — захід

## Виноски
1. ↑  U.S. Decennial Census. United States Census Bureau. Архів оригіналу за 12 травня 2015. Процитовано 7 листопада 2014.
2. ↑  Historical Census Browser. University of Virginia Library. Архів оригіналу за 11 серпня 2012. Процитовано 7 листопада 2014.
3. ↑  Population of Counties by Decennial Census: 1900 to 1990. United States Census Bureau. Архів оригіналу за 28 грудня 2014. Процитовано 7 листопада 2014.
4. ↑  Census 2000 PHC-T-4. Ranking Tables for Counties: 1990 and 2000 (PDF). United States Census Bureau. Архів оригіналу (PDF) за 18 грудня 2014. Процитовано 7 листопада 2014.
5. ↑  State & County QuickFacts. United States Census Bureau. Архів оригіналу за 18 липня 2011. Процитовано 5 вересня 2013. [Архівовано 2011-06-07 у Wayback Machine.](англ.) Наведено за англійською вікіпедією.
6. ↑  American FactFinder. Бюро перепису населення США. Архів оригіналу за 26 лютого 2012. Процитовано 31 січня 2008. [Архівовано 2008-05-21 у Wayback Machine.]

| США | Це незавершена стаття з географії США. Ви можете допомогти проєкту, виправивши або дописавши її. |